# Bóng đá tại Đại hội Thể thao Đông Nam Á 2023 – Nam
Giải đấu bóng đá nam tại Đại hội Thể thao Đông Nam Á 2023 được tổ chức tại Campuchia từ ngày 29 tháng 4 đến ngày 16 tháng 5 năm 2023. Độ tuổi tham dự là dưới 22 tuổi (sinh từ sau ngày 1 tháng 1 năm 2001), các cầu thủ quá tuổi không được tham gia thi đấu.
Việt Nam là đương kim vô địch, nhưng đã không thể bảo vệ thành công huy chương vàng khi để thua Indonesia ở bán kết và chỉ giành huy chương đồng chung cuộc tại giải đấu. Với chiến thắng trước Thái Lan trong trận chung kết, Indonesia có lần thứ ba giành huy chương vàng và là lần đầu tiên sau 32 năm, kể từ năm 1991.

## Lịch thi đấu
Dưới đây là lịch thi đấu cho nội dung thi đấu bóng đá nam.
| G | Vòng bảng | ½ | Bán kết | B | Tranh huy chương đồng | F | Chung kết |

| T7 29 | CN 30 | T2 1 | T3 2 | T4 3 | T5 4 | T6 5 | T7 6 | CN 7 | T2 8 | T3 9 | T4 10 | T5 11 | T6 12 | T7 13 | CN 14 | T2 15 | T3 16 | T3 16 |
| ----- | ----- | ---- | ---- | ---- | ---- | ---- | ---- | ---- | ---- | ---- | ----- | ----- | ----- | ----- | ----- | ----- | ----- | ----- |
| G     | G     |      | G    | G    | G    |      | G    | G    | G    |      | G     | G     |       | ½     |       |       | B     | F     |

## Các quốc gia tham dự
Dưới đây là 10 đội tuyển tham dự giải đấu.
- Campuchia (CAM)
- Indonesia (INA)
- Lào (LAO)
- Malaysia (MAS)
- Myanmar (MYA)
- Philippines (PHI)
- Singapore (SGP)
- Thái Lan (THA)
- Đông Timor (TLS)
- Việt Nam (VIE)

## Địa điểm
Ba địa điểm đã được sử dụng để tổ chức giải đấu. Sân vận động Olympic tổ chức các trận đấu ở bảng A (ngoại trừ trận Philippines gặp Myanmar), trận bán kết, trận tranh huy chương đồng và trận chung kết. Sân vận động Visakha tổ chức các trận đấu ở bảng B. Sân vận động RSN tổ chức trận Philippines gặp Myanmar ở lượt cuối bảng A do trận đấu này diễn ra cùng giờ với trận Campuchia gặp Indonesia trên sân vận động Olympic.
| Sân vận động Olympic | Sân vận động Visakha        | Sân vận động RSN        |
| Sức chứa: 50.000     | Sức chứa: 15.000            | Sức chứa: 5.000         |
|                      | Tập tin:Visakha Stadium.jpg | Tập tin:Rsn stadium.jpg |

## Đội hình
Giải đấu nam sẽ là giải đấu quốc tế dành cho lứa tuổi U-22 (sinh từ sau ngày 1 tháng 1 năm 2001), không cho phép cầu thủ quá tuổi tham dự.

## Bốc thăm
Lễ bốc thăm được tổ chức vào ngày 5 tháng 4 năm 2023 tại Sân vận động Quốc gia Morodok Techo ở Phnôm Pênh, Campuchia. Mười đội được xếp vào năm nhóm hạt giống dựa trên thành tích tại hai kỳ đại hội gần nhất. Nước chủ nhà Campuchia và đương kim vô địch SEA Games 31 Việt Nam được xếp vào nhóm 1.
| Nhóm 1                       | Nhóm 2               | Nhóm 3             | Nhóm 4                  | Nhóm 5           |
| ---------------------------- | -------------------- | ------------------ | ----------------------- | ---------------- |
| Campuchia (H) · Việt Nam (C) | Thái Lan · Indonesia | Malaysia · Myanmar | Singapore · Philippines | Lào · Đông Timor |

## Trọng tài
| Danh sách trọng tài | Danh sách trọng tài |
| Trọng tài | Trợ lý trọng tài |
| --- | --- |
| Khin Ouseyha Shen Yinhao Rowan Arumughan Hasan Akrami Iida Jumpei Abdullah Jamali Ammar Ashkanani Nazmi Nasaruddin Kassem Matar Al-Hatmi Clifford Daypuyat Kim Hee-gon | Ten Somrach Cao Yi Vairamuthu Parasuraman Amirmohamad Davoudzadeh Sayedali Sayedali Muhammad Shafiq Muhammad Ali Krizmark Nanola Kwak Seung-soon |

## Vòng bảng

### Bảng A
| VT | Đội           | ST | T | H | B | BT | BB | HS  | Đ  | Giành quyền tham dự     |
| -- | ------------- | -- | - | - | - | -- | -- | --- | -- | ----------------------- |
| 1  | Indonesia     | 4  | 4 | 0 | 0 | 13 | 1  | +12 | 12 | Giành quyền vào Bán kết |
| 2  | Myanmar       | 4  | 3 | 0 | 1 | 4  | 5  | −1  | 9  | Giành quyền vào Bán kết |
| 3  | Campuchia (H) | 4  | 1 | 1 | 2 | 6  | 5  | +1  | 4  |                         |
| 4  | Đông Timor    | 4  | 1 | 0 | 3 | 3  | 8  | −5  | 3  |                         |
| 5  | Philippines   | 4  | 0 | 1 | 3 | 1  | 8  | −7  | 1  |                         |

| Indonesia                                   | 3–0      | Philippines |
| ------------------------------------------- | -------- | ----------- |
| - Marselino 45' - Jauhari 89' - Fajar 90+1' | Chi tiết |             |

| Campuchia                                                 | 4–0      | Đông Timor |
| --------------------------------------------------------- | -------- | ---------- |
| - Chou Sinti 38', 45+2' - Sor Rotana 73' - Lim Pisoth 82' | Chi tiết |            |

| Myanmar             | 1–0      | Đông Timor |
| ------------------- | -------- | ---------- |
| - Thet Hein Soe 73' | Chi tiết |            |

| Philippines    | 1–1      | Campuchia     |
| -------------- | -------- | ------------- |
| - Cariño 90+3' | Chi tiết | - Ky Rina 26' |

| Indonesia                                                          | 5–0      | Myanmar |
| ------------------------------------------------------------------ | -------- | ------- |
| - Marselino 20' - Sananta 31' (ph.đ.), 59' - Fajar 74' - Titan 87' | Chi tiết |         |

| Đông Timor                                  | 3–0      | Philippines |
| ------------------------------------------- | -------- | ----------- |
| - Mouzinho 15' - Ribeiro 54' - Mesquita 89' | Chi tiết |             |

| Đông Timor | 0–3      | Indonesia                      |
| ---------- | -------- | ------------------------------ |
|            | Chi tiết | - Sananta 45' - Fajar 61', 74' |

| Myanmar                                  | 2–0      | Campuchia |
| ---------------------------------------- | -------- | --------- |
| - Hein Htet Aung 13' - Thet Hein Soe 39' | Chi tiết |           |

| Philippines | 0–1      | Myanmar             |
| ----------- | -------- | ------------------- |
|             | Chi tiết | - Thet Hein Soe 55' |

| Campuchia            | 1–2      | Indonesia                |
| -------------------- | -------- | ------------------------ |
| - Sovannmakara 45+1' | Chi tiết | - Titan 9' - Beckham 51' |

### Bảng B
| VT | Đội       | ST | T | H | B | BT | BB | HS  | Đ  | Giành quyền tham dự     |
| -- | --------- | -- | - | - | - | -- | -- | --- | -- | ----------------------- |
| 1  | Thái Lan  | 4  | 3 | 1 | 0 | 10 | 3  | +7  | 10 | Giành quyền vào Bán kết |
| 2  | Việt Nam  | 4  | 3 | 1 | 0 | 8  | 3  | +5  | 10 | Giành quyền vào Bán kết |
| 3  | Malaysia  | 4  | 2 | 0 | 2 | 13 | 5  | +8  | 6  |                         |
| 4  | Lào       | 4  | 0 | 1 | 3 | 2  | 11 | −9  | 1  |                         |
| 5  | Singapore | 4  | 0 | 1 | 3 | 2  | 13 | −11 | 1  |                         |

| Thái Lan                                    | 3–1      | Singapore   |
| ------------------------------------------- | -------- | ----------- |
| - Teerasak 8' - Achitpol 38' - Purachet 50' | Chi tiết | - Nicky 42' |

| Việt Nam                                      | 2–0      | Lào |
| --------------------------------------------- | -------- | --- |
| - Nguyễn Văn Tùng 2' - Nguyễn Quốc Việt 90+2' | Chi tiết |     |

| Singapore                   | 1–3 | Việt Nam                                                            |
| --------------------------- | --- | ------------------------------------------------------------------- |
| - Vũ Tiến Long 90+3' (l.n.) |     | - Nguyễn Văn Tùng 36' - Nguyễn Thái Sơn 43' - Ilhan Noor 80' (l.n.) |

| Malaysia                                                                                   | 5–1 | Lào                     |
| ------------------------------------------------------------------------------------------ | --- | ----------------------- |
| - Ubaidullah 4' - Anantaza 28' (l.n.) - Syahir 75' - Najmudin 90+2' - Sonexay 90+5' (l.n.) |     | - Ubaidullah 21' (l.n.) |

| Thái Lan                   | 2–0 | Malaysia |
| -------------------------- | --- | -------- |
| - Anan 73' - Yotsakorn 84' |     |          |

| Lào | 0–0 | Singapore |
| --- | --- | --------- |
|     |     |           |

| Lào                   | 1–4 | Thái Lan                               |
| --------------------- | --- | -------------------------------------- |
| - Angot 90+2' (ph.đ.) |     | - Yotsakorn 2', 40' - Teerasak 5', 53' |

| Malaysia  | 1–2      | Việt Nam                  |
| --------- | -------- | ------------------------- |
| Aliff 43' | Chi tiết | - Nguyễn Văn Tùng 6', 33' |

| Singapore | 0–7      | Malaysia                                                                   |
| --------- | -------- | -------------------------------------------------------------------------- |
|           | Chi tiết | - Saravanan 14', 48', 54', 63' - Haqimi 45+3' - Mukhairi 88' - Aiman 90+4' |

| Việt Nam               | 1–1      | Thái Lan      |
| ---------------------- | -------- | ------------- |
| - Lê Quốc Nhật Nam 54' | Chi tiết | - Achitpol 3' |

## Vòng đấu loại trực tiếp

### Sơ đồ
|  | Bán kết                 | Bán kết  |                         |   | Tranh huy chương vàng | Tranh huy chương vàng |
|  |                         |          |                         |   |                       |                       |
|  | 13 tháng 5 – Phnôm Pênh |          |                         |   |                       |                       |
|  |                         |          |                         |   |                       |                       |
|  | Indonesia               | 3        |                         |   |                       |                       |
|  | Indonesia               | 3        | 16 tháng 5 – Phnôm Pênh |   |                       |                       |
|  | Việt Nam                | 2        |                         |   |                       |                       |
|  | Việt Nam                | 2        | Indonesia               | 5 |                       |                       |
|  | 13 tháng 5 – Phnôm Pênh |          | Indonesia               | 5 |                       |                       |
|  |                         | Thái Lan | 2                       |   |                       |                       |
|  | Thái Lan                | Thái Lan | 2                       | 3 |                       |                       |
|  | Thái Lan                |          |                         | 3 |                       |                       |
|  | Myanmar                 | 0        |                         |   |                       |                       |
|  | Myanmar                 | 0        | Tranh huy chương đồng   |   |                       |                       |
|  |                         |          |                         |   |                       |                       |
|  | 16 tháng 5 – Phnôm Pênh |          |                         |   |                       |                       |
|  |                         |          |                         |   |                       |                       |
|  | Việt Nam                | 3        |                         |   |                       |                       |
|  | Việt Nam                | 3        |                         |   |                       |                       |
|  | Myanmar                 | 1        |                         |   |                       |                       |

### Các trận đấu

#### Bán kết
| Indonesia                                 | 3–2 | Việt Nam                                 |
| ----------------------------------------- | --- | ---------------------------------------- |
| - Komang 9' - Ferarri 53' - Taufany 90+6' |     | - Nguyễn Văn Tùng 36' - Bagas 79' (l.n.) |

| Thái Lan                               | 3–0 | Myanmar |
| -------------------------------------- | --- | ------- |
| - Teerasak 37' - Leon 85' - Anan 90+7' |     |         |

#### Tranh huy chương đồng
| Việt Nam                                     | 3–1      | Myanmar              |
| -------------------------------------------- | -------- | -------------------- |
| - Hồ Văn Cường 8', 34' - Khuất Văn Khang 57' | Chi tiết | - Aung Myo Khant 89' |

#### Tranh huy chương vàng
| Indonesia                                                      | 5–2 (s.h.p.) | Thái Lan                     |
| -------------------------------------------------------------- | ------------ | ---------------------------- |
| - Sananta 21', 45+3' - Jauhari 91' - Fajar 107' - Beckham 120' |              | - Anan 64' - Yotsakorn 90+7' |

## Thống kê

### Cầu thủ ghi bàn
Đã có 81 bàn thắng ghi được trong 24 trận đấu, trung bình 3.38 bàn thắng mỗi trận đấu.
5 bàn thắng
- Fajar Fathur Rahman
- Ramadhan Sananta
- Nguyễn Văn Tùng

4 bàn thắng
- Saravanan Thirumurugan
- Teerasak Poeiphimai
- Yotsakorn Burapha

3 bàn thắng
- Thet Hein Soe
- Anan Yodsangwal

2 bàn thắng
- Chou Sinti
- Beckham Putra
- Marselino Ferdinan
- Titan Agung
- Irfan Jauhari
- Achitpol Keereerom
- Hồ Văn Cường

1 bàn thắng
- Ky Rina
- Lim Pisoth
- Sin Sovannmakara
- Sor Rotana
- Komang Teguh Trisnanda
- Muhammad Ferarri
- Taufany Muslihuddin
- Roman Angot
- Mohd Aiman Afif
- Muhammad Aliff Izwan
- Muhammad Haqimi Azim bin Rosli
- Muhammad Mukhairi Ajmal
- Muhammad Najmudin Akmal
- Syahir Bashah
- Ubaidullah Shamsul Fazili
- Aung Myo Khant
- Hein Htet Aung
- Dov Cariño
- Nicky Melvin Singh
- Leon James
- Purachet Thodsanit
- Elias Mesquita
- Luis Figo Pereira Ribeiro
- Mouzinho Barreto de Lima
- Khuất Văn Khang
- Lê Quốc Nhật Nam
- Nguyễn Quốc Việt
- Nguyễn Thái Sơn

1 bàn phản lưới nhà
- Bagas Kaffa (trong trận gặp Việt Nam)
- Anantaza Siphongphan (trong trận gặp Malaysia)
- Sonexay Phanhthaxay (trong trận gặp Malaysia)
- Ubaidullah Shamsul Fazili (trong trận gặp Lào)
- Ilhan Noor (trong trận gặp Việt Nam)
- Vũ Tiến Long (trong trận gặp Singapore)

### Kỷ luật
Một cầu thủ ngay lập tức bị treo giò trong trận đấu tiếp theo nếu phải nhận một trong các hình phạt sau:
- Nhận 1 thẻ đỏ (thời gian treo giò vì thẻ đỏ có thể nhiều hơn nếu là lỗi vi phạm nghiêm trọng)
- Nhận 2 thẻ vàng trong 2 trận đấu khác nhau; thẻ vàng bị xóa sau khi kết thúc lượt trận tiếp theo (điều này không được áp dụng đến bất kỳ trận đấu quốc tế nào khác trong tương lai)

Các quyết định kỷ luật sau đây đã được thực hiện trong suốt giải đấu:
| Cầu thủ                 | Vi phạm                                                                | Đình chỉ                                              |
| ----------------------- | ---------------------------------------------------------------------- | ----------------------------------------------------- |
| Dennis Salazar Chung    | trong trận đấu Bảng A v Timor-Leste (lượt trận 3; 4 tháng 5 năm 2023)  | Bảng A v Myanmar (lượt trận 5; 10 tháng 5 năm 2023)   |
| Safwan Mazlan           | trong trận đấu Bảng B v Việt Nam (lượt trận 4; 8 tháng 5 năm 2023)     | Bảng B v Singapore (lượt trận 5; 11 tháng 5 năm 2023) |
| Muhammad Najmudin Akmal | trong trận đấu Bảng B v Việt Nam (lượt trận 4; 8 tháng 5 năm 2023)     | Bảng B v Singapore (lượt trận 5; 11 tháng 5 năm 2023) |
| Lat Wai Phone           | trong trận đấu Bảng A v Philippines (lượt trận 5; 10 tháng 5 năm 2023) | Bán kết v Nhất bảng B (12 tháng 5 năm 2023)           |
| Pratama Arhan           | trong trận đấu Bán kết v Việt Nam (bán kết; 12 tháng 5 năm 2023)       | Chung kết v Thái Lan (16 tháng 5 năm 2023)            |

### Bảng xếp hạng
| VT | Đội           | ST | T | H | B | BT | BB | HS  | Đ  | Kết quả chung cuộc  |
| -- | ------------- | -- | - | - | - | -- | -- | --- | -- | ------------------- |
| 1  | Indonesia     | 6  | 6 | 0 | 0 | 21 | 5  | +16 | 18 | Vô địch             |
| 2  | Thái Lan      | 6  | 4 | 1 | 1 | 15 | 8  | +7  | 13 | Á quân              |
| 3  | Việt Nam      | 6  | 4 | 1 | 1 | 13 | 7  | +6  | 13 | Hạng ba             |
| 4  | Myanmar       | 6  | 3 | 0 | 3 | 5  | 11 | −6  | 9  | Hạng tư             |
|    |               |    |   |   |   |    |    |     |    |                     |
| 5  | Malaysia      | 4  | 2 | 0 | 2 | 13 | 5  | +8  | 6  | Bị loại ở vòng bảng |
| 6  | Campuchia (H) | 4  | 1 | 1 | 2 | 6  | 5  | +1  | 4  | Bị loại ở vòng bảng |
| 7  | Đông Timor    | 4  | 1 | 0 | 3 | 3  | 8  | −5  | 3  | Bị loại ở vòng bảng |
| 8  | Philippines   | 4  | 0 | 1 | 3 | 1  | 8  | −7  | 1  | Bị loại ở vòng bảng |
| 9  | Lào           | 4  | 0 | 1 | 3 | 2  | 11 | −9  | 1  | Bị loại ở vòng bảng |
| 10 | Singapore     | 4  | 0 | 1 | 3 | 2  | 13 | −11 | 1  | Bị loại ở vòng bảng |

## Tranh cãi

### Hỗn chiến trong trận chung kết
Hỗn loạn xảy ra trong trận chung kết giữa Indonesia và Thái Lan.
Tranh cãi đầu tiên xảy ra khi trọng tài người Oman Kassem Matar Al-Hatmi thổi còi ở phút bù giờ cuối cùng của hiệp hai. Lúc đó Indonesia đang dẫn trước với tỉ số 2–1 và sẵn sàng ăn mừng chiến thắng. Huấn luyện viên Indra Sjafri cùng với các trợ lý của mình đã chạy vào sân ăn mừng vì họ nghĩ rằng trọng tài đã thổi hồi còi kết thúc trận đấu. Tuy nhiên, trọng tài chỉ vào điểm phạm lỗi của cầu thủ Indonesia và cho Thái Lan thực hiện nốt tình huống đá phạt. Các cầu thủ Thái Lan tận dụng tốt cơ hội cuối cùng này để ghi bàn gỡ hòa 2–2, đưa trận đấu vào hai hiệp phụ. Sau khi ghi bàn, toàn bộ cầu thủ và ban huấn luyện của Thái Lan đã ăn mừng quá khích trước mặt các thành viên của Indonesia. Huấn luyện viên và cầu thủ đội bóng xứ vạn đảo chỉ trích quyết định của trọng tài Al-Hatmi vì đã tạo lợi thế cho đối thủ khi kéo dài thời gian bù giờ.
Ngay khi hiệp phụ bắt đầu, Irfan Jauhari đã ghi bàn ở phút 91 sau sai lầm của các cầu thủ Thái Lan, giúp Indonesia vượt lên dẫn trước 3–2. Lần này đến lượt các cầu thủ Indonesia lặp lại hành động ăn mừng quá khích trước đó của Thái Lan. Sự căng thẳng giữa hai đội lên đến đỉnh điểm khi các thành viên trong ban huấn luyện và cầu thủ của cả hai bên lao vào xô xát với nhau. Trong các video được quay, trưởng đoàn Sumardji của Indonesia nỗ lực can ngăn nhưng đã bị một số thành viên ban huấn luyện Thái Lan đánh đấm, khiến mặt ông đỏ bừng, chảy máu mũi và miệng. Sau sự cố, trọng tài đã rút ra tổng cộng 5 thẻ đỏ: 2 thẻ dành cho một trợ lý và một cầu thủ Indonesia, 3 thẻ dành cho hai trợ lý và một cầu thủ Thái Lan. Trong những diễn biến sau đó, Indonesia có thêm 2 bàn thắng, còn Thái Lan có thêm 2 cầu thủ nhận thẻ đỏ cùng một cầu thủ gặp chấn thương, không thể tiếp tục thi đấu. Trận đấu kết thúc với thắng lợi 5–2 dành cho 10 cầu thủ Indonesia trước 7 cầu thủ Thái Lan.